# АЕС Фессенайм
АЕС Фессенайм (фр. Centrale nucléaire de Fessenheim) — закрита атомна електростанція на північному сході Франції в регіоні Ельзас.
Станція розташована на березі Великого Ельзаського каналу на території комуни Фессенайм у департаменті Верхній Рейн поблизу кордону з Німеччиною за 28 км на північний схід від міста Мюлуз.
АЕС має два енергоблоки з реакторами з водою під тиском (PWR) CP0 конструкції Framatome потужністю 900 МВт кожен.
Будівництво станції почалося в 1970 році, введення в експлуатацію відбулося в 1977 році. Це найстаріша діюча атомна станція Франції.

## Інциденти
9 квітня 2014 року на першому реакторі станції було виявлено витік на водогоні, в результаті він був зупинений.
20 квітня 2014 року на АЕС Фессенхайм сталася ще одна аварія. Другий реактор станції був зупинений з причини закриття клапана на турбогенераторі.

## Закриття АЕС
Однією із передвиборних обіцянок президента Франції Франсуа Олланда стало швидке закриття АЕС Фессенайм, пролобійоване місцевою партією «зелених». За його обіцянкою станція має бути повністю зупинена у 2016 році. Негатив по відношенню до станції пов'язаний не тільки з тим, що вона є найстарішою з діючих АЕС Франції, але і розташуванням її в сейсмічно небезпечній зоні — поруч знаходиться Верхньорейнський грабен. Сама станція побудована на ділянці з близьким до поверхні заляганням ґрунтових вод, можливе забруднення яких стане катастрофічним для значної частини району. За закриття АЕС Фессенайм виступають і влада розташованих поруч країн — Німеччини і Швейцарії.
29 вересня 2015 року інформаційні агентства з посиланням на президента країни Франсуа Олланда повідомили, що АЕС Фессенайм не буде закрита в 2016 році. Він стверджує тепер, що не відмовляється від обіцянки і уряд запустить «необоротну» процедуру, яка в кінцевому підсумку призведе до закриття АЕС Фессенайм. У той же час Олланд пояснює, що в нагальній необхідності зупинки станції немає, так як терміни пуску блоку Фламанвілль-3 змістилися на кінець 2018 року.

## Інформація по енергоблоках
| Енергоблок   | Тип реакторів | Потужність | Потужність | Початок будівництва | Фізпуск    | Підключення до мережі | Введення в експлуатацію | Закриття   |
| Енергоблок   | Тип реакторів | Чиста      | Брутто     | Початок будівництва | Фізпуск    | Підключення до мережі | Введення в експлуатацію | Закриття   |
| ------------ | ------------- | ---------- | ---------- | ------------------- | ---------- | --------------------- | ----------------------- | ---------- |
| Фессенхайм-1 | PWR, CP0      | 880 МВт    | 920 МВт    | 01.09.1971          | 07.03.1977 | 06.04.1977            | 01.01.1978              | 22.02.2020 |
| Фессенхайм-2 | PWR, CP0      | 880 МВт    | 920 МВт    | 01.02.1972          | 27.06.1977 | 07.10.1977            | 01.04.1978              | 29.06.2020 |